# Elección complementaria de Chile de julio de 1957
El 21 de julio de 1957 se realizó una elección parlamentaria complementaria para llenar la vacancia de un diputado por la Sexta Agrupación Departamental, correspondiente a los departamentos de Valparaíso y Quillota, producida por la muerte de Armando Mallet Simonetti (PS) el 24 de mayo del mismo año. La elección extraordinaria fue convocada mediante un decreto promulgado el 7 de junio de 1957.
El mismo día de la elección parlamentaria extraordinaria se realizaron comicios para escoger un regidor en 14 comunas:
- Arica, por renuncia de Bernardino Guerra Cofré (PL) para asumir como diputado.
- Zapallar, por renuncia de Antonio Zamorano Herrera (Ind) para asumir como diputado.
- Calle Larga, por fallecimiento de Hugo Jordán Guerra (PL).
- Santiago, por renuncia de Luis Pareto González (PAL) para asumir como diputado.
- La Cisterna, por renuncia de Fernando Rojas Wolff (PL) para asumir como diputado.
- San Bernardo, por renuncia de Jorge Montes Moraga (PSP) para asumir como diputado.
- Rengo, por renuncia de Arturo Domínguez Barros (PCU) para asumir como diputado.
- Curicó, por renuncia de Raúl Gormaz Molina (PSP) para asumir como diputado.
- Ñiquén, por fallecimiento de Enrique Molina Alarcón (PR).
- Traiguén, por renuncia de Patricio Phillips Peñafiel (PL) para asumir como diputado.
- Lautaro, por renuncia de Samuel Fuentes Andrades (PR) para asumir como diputado.
- Temuco, por renuncia de Galvarino Palacios González (PSP) para asumir como senador.
- Puerto Varas, por destitución de Julio Garcés Medina (PCCh) producto de la Ley de Defensa Permanente de la Democracia.
- Puerto Montt, por renuncia de Rolando Schmauk Schaeffer (PR) para asumir como diputado.

## Candidaturas
El Frente de Acción Popular (FRAP) anunció en mayo que el candidato sería del Partido Socialista (PS), colectividad a la que pertenecía Mallet. Se anunciaron inicialmente las precandidaturas de José Tohá González y Alonso Zumaeta, además de Gustavo Aqueveque (PSP). Zumaeta, regidor de La Calera, fue proclamado candidato y tuvo como generalísimo de campaña a Antonio Zamorano Herrera.
El Partido Conservador Unido (PCU) había presentado a Jorge Prieto Letelier, presidente del partido y alcalde de Llay-Llay, y Luis Larraín Valdivieso, alcalde de Casablanca, como potenciales postulantes. El 18 de junio el Partido Liberal (PL) presentó el 18 de junio a Fernando Vial Letelier como su candidato a diputado, y al día siguiente recibió el apoyo del PCU; posteriormente recibió también el apoyo del Partido Nacional, el Movimiento Republicano y el Partido Agrario Laborista.
El Partido Radical (PR), que inicialmente había contemplado la candidatura de Raúl Rettig y posteriormente proclamó la candidatura de Humberto Rivas Burgos, decidió retirar dicha postulación y apoyar al candidato del PL el 10 de julio. El plazo para inscribir candidaturas ante la Dirección del Registro Electoral finalizó a las 23:59 del 6 de julio de 1957.

## Resultados
Para el día de la elección estaban habilitados para votar 112 124 ciudadanos. Los resultados oficiales de la elección fueron los siguientes:
|  | 52.63 % |

|  | 47.37 % |

Alonso Zumaeta juró como diputado en la sesión realizada el 27 de agosto de 1957. Producto de la vacancia que dejó en el puesto de regidor de la Municipalidad de La Calera, el 20 de octubre de 1957 se realizó una elección extraordinaria para definir a su reemplazante; triunfó Sergio Molina (PS, apoyado por el FRAP) quien derrotó a Arturo Álvarez Ramírez (PDo, apoyado por el PR) y Ramón Pérez Maluenda (PDC).